# Opava (stad)

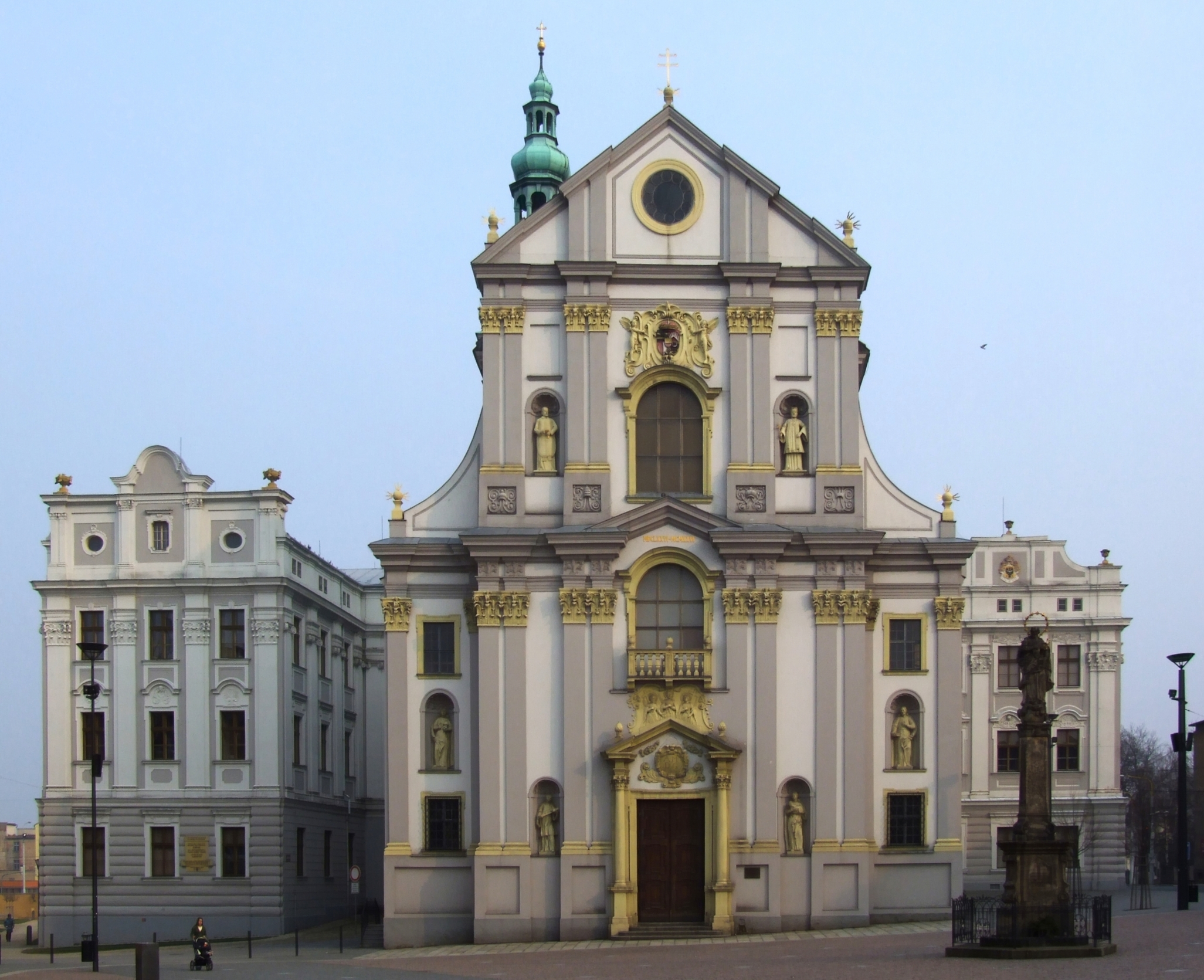
De barokke St.Adalbertkerk (Kostel sv. Vojtěcha)

Opava (Duits: Troppau) is een stad in Tsjechië aan de gelijknamige rivier. Ze ligt in het noordoosten van het land in het landsdeel Moravië, dicht bij de grens met Polen. Het is de historische hoofdplaats van Tsjechisch Silezië (Slezsko).

## Geschiedenis
Opava ontstond op de linkeroever van de rivier de Opava (Duits: Oppa) aan de Barnsteenroute en werd later verplaatst naar de overkant.
In 1195 werd de plaats als ‘Opavia’ genoemd, als bezit van Silezische hertogen, die de koning van Bohemen als hun leenheer aannamen in plaats van die van Polen. In 1224 schonk de Boheemse koning Ottokar de stad Maagdenburger stadsrecht en hij bevestigde haar als ‘koninklijke stad’. De burgers bestonden vervolgens uit Duitsers, Tsjechen (Moraviërs) en Joden. De hertog van het hertogdom Troppau richtte de stad in als zijn residentie (1318), en nadat dit hertogengeslacht was uitgestorven, kwamen stad en hertogdom onder, met het Boheemse koningschap verbonden, soevereinen terecht, in 1526 als laatsten onder de Habsburgers die het hertogdom schonken aan de familie von Liechtenstein welke tot op heden de titel hertog van Troppau draagt. De lutherse hervorming werd door de contrareformatie na 1629 ongedaan gemaakt. Formeel werd het hertogdom Opava, samen met Neder-Silezië en Opper-Silezië, gerekend tot de Oostenrijkse provincie Silezië en toen Silezië in 1742 moest worden afgestaan aan de Pruisische koning, werd in het vredesverdrag een uitzondering gemaakt voor twee hertogdommen: Troppau en Teschen.

##### 19e eeuw
De twee hertogdommen werden in 1849 verenigd tot een nieuw Oostenrijks ‘kroonland ‘Oostenrijks Silezië’ met Troppau als hoofdstad, en bleven Oostenrijks tot 1919. De hoofdstadfunctie bracht een parlement, bestuursorganen, onderwijsinstellingen en een gerechtshof binnen de stad, die ook een verkeersknooppunt werd door de aansluiting op noord-zuid en west-oost verlopende spoorbanen sinds 1845.
In 1820 belegden de keizers van Oostenrijk en Rusland en de koning van Pruisen in de stad het Congres van Troppau om de, na de nederlaag van Napoleon gesloten, Heilige Alliantie te bevestigen. De stad verdrievoudigde haar bevolkingstal in de 19de eeuw van tien tot ca dertigduizend, vlak voor de Eerste Wereldoorlog.
De burgerij van Troppau was in deze eeuw voor ruim 90% Duitstalig, hoewel zich daaronder veel tweetaligen bevonden. Daartoe behoorden ook de talrijke Joden die een gemeente van ruim 1.100 leden telden. Officieel gaf maar 10% van de bevolking zich als Tsjech (of Moraviër) op. De stad lag aan de rand van het Duitse-, het Tsjechische en het Poolse taalgebied en daarom werden voor de wijdere omgeving ook Tsjechische scholen voor hoger onderwijs in de stad opgericht.

##### 20e eeuw
Toen het gebied in 1919 aan de nieuwe republiek Tsjechoslowakije werd toegewezen is ook het Hultschiner land daarbij gevoegd. Vervolgens namen in de stad de Tsjechen na 1919 toe tot een derde deel van de bevolking. Het nu Tsjechisch-Silezië (Slezsko) geheten landsdeel werd in 1928 met Moravië samengevoegd tot Moravië-Silezië.
In 1938 werden Troppau en het grootste deel van het voormalige Tsjechisch-Silezië in het Verdrag van München bij Duitsland gevoegd, als deel van de nieuwe ‘Reichsgau’ Sudetenland. Enkele duizenden Tsjechen en Joden verlieten de stad, anderen pasten zich als tweetaligen aan en accepteerden det Duitse nationaliteit. In de oorlogsperiode telde de stad ca. 45.000 inwoners.
Begin 1945 nam het Sovjet-leger de stad in en kwamen Tsjechoslowaakse autoriteiten terug. Tweetaligen mochten blijven, Duits-eentaligen (Sudeten-Duitsers) werden onteigend en moesten de stad verlaten. Veel van hun vestigden zich in Bamberg.
Het in 1805 gestichte ‘Stadttheater’, een van de oudste in toenmalig Bohemen en Moravië, dat anderhalve eeuw een Duitstalig repertoire diende, werd na 1945 Tsjechisch. Een nieuwe universiteit - 'Slezská univerzita' - is in 1991 opgericht. Door de grootschalige industriële ontwikkeling van het nabijgelegen Ostrava groeide ook Opava in inwonertal mee tot 60.000.

## Geboren in Troppau-Opava
- Amandus Polanus von Polansdorf, (1561–1610), calvinistisch theoloog, hoogleraar in Straatsburg en Bazel
- Joseph von Hohenzollern-Hechingen, (1776–1836), vorst-bisschop van Ermland
- vorst Felix von Lichnowsky (1814–1848), Pruisisch officier en generaal in de Spaanse Carlistenoorlog. Afgevaardigdigde in het Eerste Duitse parlement (Frankfurt 1848)
- Moritz von Auffenberg (1852–1928), generaal in het Oostenrijks keizerlijke leger
- Joseph Maria Olbrich (1867–1908), architect van de Weense Secession
- Gernot Rotter (1941–2010), islam-wetenschapper en arabist
- Boris Rösner (1951-2006), acteur
- Iva Mrázková (1964), schilder en beeldhouwer
- Zdeněk Pospěch (*1978), voetballer
- Ondřej Švejdík (*1982), voetballer bij FC Groningen
- Lukáš Vondráček (*1986), pianist, winnaar van het Koningin Elisabeth concours
- Jakub Holuša (*1988), atleet
- Walter Schimana, (1898-1948), SS-generaal en oorlogsmisdadiger

### Gewoond in Troppau-Opava
- Gregor Mendel (1822-1884), bioloog, gymnasiast in Troppau, grondlegger erfelijkheidleer

## Partnersteden
- Liptovský Mikuláš (Slowakije)
- Racibórz (Polen), sinds 1991
- Roth bei Nürnberg (Duitsland)

Bělá ·
Bohuslavice ·
Bolatice ·
Branka u Opavy ·
Bratříkovice ·
Brumovice ·
Březová ·
Budišov nad Budišovkou ·
Budišovice ·
Čermná ve Slezsku ·
Darkovice ·
Děhylov ·
Dobroslavice ·
Dolní Benešov ·
Dolní Životice ·
Háj ve Slezsku ·
Hať ·
Hlavnice ·
Hlubočec ·
Hlučín ·
Hněvošice ·
Holasovice ·
Hrabyně ·
Hradec nad Moravicí ·
Chlebičov ·
Chuchelná ·
Chvalíkovice ·
Jakartovice ·
Jezdkovice ·
Kobeřice ·
Kozmice ·
Kravaře ·
Kružberk ·
Kyjovice ·
Lhotka u Litultovic ·
Litultovice ·
Ludgeřovice ·
Markvartovice ·
Melč ·
Mikolajice ·
Mladecko ·
Mokré Lazce ·
Moravice ·
Neplachovice ·
Nové Lublice ·
Nové Sedlice ·
Oldřišov ·
Opava ·
Otice ·
Píšť ·
Pustá Polom ·
Radkov ·
Raduň ·
Rohov ·
Skřipov ·
Slavkov ·
Služovice ·
Sosnová ·
Staré Těchanovice ·
Stěbořice ·
Strahovice ·
Sudice ·
Svatoňovice ·
Šilheřovice ·
Štáblovice ·
Štěpánkovice ·
Štítina ·
Těškovice ·
Třebom ·
Uhlířov ·
Velké Heraltice ·
Velké Hoštice ·
Větřkovice ·
Vítkov ·
Vršovice ·
Vřesina ·
Závada
Brno · České Budějovice · Chomutov · Děčín · Frýdek-Místek · Havířov · Hradec Králové · Jablonec nad Nisou · Jihlava · Karlsbad (Karlovy Vary) · Karviná · Kladno · Liberec · Mladá Boleslav · Most · Olomouc · Opava · Ostrava · Pardubice · Pilsen (Plzeň) · Praag (Praha) · Přerov · Prostějov · Teplice · Ústí nad Labem · Zlín